# Rébellion de Quaker-led-Cary
La rébellion de Quaker-led-Cary s'est déroulée dans la colonie d'Albemarle (aujourd'hui en Caroline du Nord) entre 1708 et 1711, à l'instigation de Thomas Cary (en), en mêlant des conflits politiques et religieux dans une colonie encore peu peuplée et entourée de tribus amérindiennes, mais qui s'étend vers l'Ouest et le Sud après la victoire des anglicans contre les quakers.

## Déroulement
La région de Caroline a offert un cadre de tolérance religieuse dès ses débuts, attirant les quakers qui étaient persécutés en Angleterre et dans certaines autres colonies. 
George Fox, principal fondateur de la Société des Amis, rend visite en 1672 à la colonie d'Albemarle. Dans les années qui suivent, le quakerisme se développe dans cette région et en vient à dominer le gouvernement local jusqu'à nommer un quaker, John Archdale, au poste de gouverneur. Cette prédominance des quakers a suscité chez les anglicans le sentiment qu'ils étaient victimes de discriminations sur le terrain politique.
En 1699, c'est au finalement un anglican, Henderson Walker, qui devient gouverneur et qui réussit dès 1700 à convaincre l'assemblée de la colonie de voter un texte déclarant que l'Église d'Angleterre était la seule officielle dans la colonie. Cette décision et la mise à l'écart progressive des quakers dans les années qui suivirent, provoque une révolte de ces derniers, qui dure trois ans, de 1708 à 1711.
La révolte menée par Thomas Cary, qui s'appuie sur les classes modestes de la Caroline coloniale, prend de l'ampleur en 1710 avec l'arrivée au poste de gouverneur d'Edmund Hyde, cousin de la reine d'Angleterre, qui remplace Thomas Cary. À la fin de la révolte, les vainqueurs anglicans ne déposent pas les armes mais engagent jusqu'en 1714 une série de combats militaires contre les tribus amérindiennes du voisinage.
Quatre ans après la fin de cette rébellion, le droit de l'esclavage est durci en Caroline, avec la création de tribunaux spéciaux pour les esclaves et le vote d'une nouvelle loi qui interdit aux esclaves de porter des armes, limite leur mobilité et leur interdit de construire des lieux où se rassembler, tout en définissant un délit de mise hors-la-loi pour tout esclave qui aurait disparu depuis deux mois, avec le droit pour quiconque de le tuer sans être poursuivi. Cette nouvelle législation qui reflète et exacerbe les craintes de la colonie blanche vise aussi à la souder contre les noirs.